# Адміністративний устрій Токмацького району
Адміністративний устрій Токмацького району — адміністративно-територіальний устрій Токмацького району Запорізької області на 1 міську раду і 12 сільських рад, які об'єднують 57 населених пунктів та підпорядковані Токмацькій районній раді. Адміністративний центр — місто Токмак, яке є містом обласного значення та не входить до складу району.

## Список радТокмацького району
| №  | Назва                          | Центр             | Населені пункти                                                                       | Загальний склад ради | Площа км² | Місце за площею | Населення (2001), чол. | Місце за населенням |
| -- | ------------------------------ | ----------------- | ------------------------------------------------------------------------------------- | -------------------- | --------- | --------------- | ---------------------- | ------------------- |
| 1  | Молочанська міська рада        | м. Молочанськ     | м. Молочанськ                                                                         | 30                   | 90        | 13              | 7883                   | 1                   |
| 2  | Балківська сільська рада       | с. Балкове        | с. Балкове с. Гришине с. Козолугівка с. Світле                                        | 16                   | 365000    | 12              | 1195                   | 9                   |
| 3  | Виноградненська сільська рада  | с. Виноградне     | с. Виноградне с. Чапаєвка                                                             | 12                   | 1579000   | 8               | 593                    | 13                  |
| 4  | Долинська сільська рада        | с. Долина         | с. Долина с. Левадне с. Любимівка с. Рибалівка                                        | 14                   | 3199000   | 6               | 907                    | 11                  |
| 5  | Жовтнева сільська рада         | с. Жовтневе       | с. Жовтневе с. Заможне с. Кутузівка с. Садове с. Червоногірка с. Шевченкове           | 16                   | 8163000   | 3               | 2132                   | 6                   |
| 6  | Кіровська сільська рада        | с. Кірове         | с. Кірове с. Грушівка с. Могутнє с. Розкішне с. Ударник с-ще Ювілейне                 | 16                   | 6146000   | 4               | 2344                   | 4                   |
| 7  | Коханівська сільська рада      | с. Кохане         | с. Кохане с. Вишневе с. Новолюбимівка                                                 | 16                   | 404000    | 11              | 1176                   | 10                  |
| 8  | Новенська сільська рада        | с. Нове           | с. Нове с. Мирне с. Пшеничне с. Рівне с. Харкове с. Чистопілля                        | 16                   | 1740800   | 7               | 1692                   | 7                   |
| 9  | Новомиколаївська сільська рада | с. Новомиколаївка | с. Новомиколаївка с. Веселе с. Запоріжжя с. Курошани с. Мостове с. Українка           | 16                   | 406600    | 10              | 2907                   | 2                   |
| 10 | Новопрокопівська сільська рада | с. Новопрокопівка | с. Новопрокопівка с. Ільченкове с. Роботине с. Солодка Балка                          | 16                   | 12791000  | 1               | 1589                   | 8                   |
| 11 | Остриківська сільська рада     | с. Остриківка     | с. Остриківка с. Іванівка с. Лугівка с. Снігурівка с. Трудове с. Урожайне с. Фабричне | 20                   | 9044000   | 2               | 2869                   | 3                   |
| 12 | Очеретуватська сільська рада   | с. Очеретувате    | с. Очеретувате с. Скелювате                                                           | 14                   | 756000    | 9               | 874                    | 12                  |
| 12 | Таврійська сільська рада       | с. Таврія         | с. Таврія с. Зелений Гай с. Комсомольське с. Новогорівка с. Переможне с. Чорноземне   | 16                   | 5566000   | 5               | 2325                   | 5                   |

* Примітки: м. — місто, смт — селище міського типу, с. — село, с-ще — селище